# المجمع الإسلامي
المجمع الإسلامي ("المركز الإسلامي") هو مؤسسة خيرية إسلامية تأسست عام 1973 في غزة على يد الشيخ أحمد ياسين، باعتبارها واجهة النشاط الإسلامي في غزة. بدأ المجمع في تقديم العيادات وبنوك الدم والرعاية النهارية والعلاج الطبي والوجبات ونوادي الشباب. يلعب المجمع دورًا مهمًا في توفير الرعاية الاجتماعية للناس، وخاصة أولئك الذين يعيشون في مخيمات اللاجئين. كما قدمت المساعدات المالية والمنح الدراسية للشباب الذين يرغبون في الدراسة في المملكة العربية السعودية والغرب.
اعترفت إسرائيل بالمجمع الإسلامي في عام 1979 كمؤسسة خيرية، مما سمح للمنظمة بإنشاء الجامعة الإسلامية في غزة (IUG) وبناء المساجد والنوادي والمدارس، ومكتبة في غزة، إلى جانب أنشطة أخرى وخدمات اجتماعية.
في أواخر السبعينيات والثمانينيات، ورد أن المجمع الإسلامي أجبر النساء المتعلمات في المناطق الحضرية في غزة على ارتداء الزي الإسلامي أو الحجاب.
في عام 1984، داهم الجيش الإسرائيلي مسجدًا وعثر على مخبأ للأسلحة. تم سجن الشيخ ياسين وآخرين بتهمة تخزين الأسلحة سراً، لكن تم إطلاق سراحه عام 1985 كجزء من اتفاقية جبريل. وواصل توسيع نطاق المجمع عبر غزة.

## تشكيل حماس
في عام 1987، أثناء الانتفاضة الأولى، أطلق ياسين وستة أعضاء إسلاميين آخرين من مجمع حركة حماس، واصفين إياها في الأصل بـ "الجناح شبه العسكري" لجماعة الإخوان المسلمين الفلسطينية، وأصبح ياسين زعيمها الروحي. كما أعلن مسؤوليته عن عدد من الهجمات الانتحارية التي استهدفت مدنيين إسرائيليين، وتم تصنيف حماس على أنها منظمة إرهابية. وبحلول ذلك الوقت، كان المجمع يسيطر على ما يقدر بنحو 40% من المساجد في غزة. وسوف تصبح مؤسسات المجمع حاسمة بالنسبة لأنشطة حماس. لقد كانوا وما زالوا يوفرون الغطاء لجمع الأموال وتحويلها، وتسهيل جهود الدعاية والتجنيد التي يقوم بها حركة المقاومة حماس، وتوفير فرص العمل لنشطائه، والعمل كشبكة دعم لوجستي.
وفي فبراير 2007، اقتحمت ميليشيات فتح الجامعة الإسلامية وصادرت الأسلحة والذخائر التي كانت مخزنة هناك. وبث التلفزيون الفلسطيني لقطات تظهر العشرات من قاذفات القنابل الصاروخية والصواريخ والبنادق الهجومية، بالإضافة إلى آلاف الرصاصات التي تم العثور عليها داخل الجامعة.
في ديسمبر 2008، تعرضت الجامعة للقصف في ست غارات جوية من قبل القوات الجوية الإسرائيلية خلال حرب غزة عام 2008، بدعوى أن حماس تستخدم المرافق الجامعية لتطوير وتخزين الأسلحة بما في ذلك صواريخ القسام المستخدمة لاستهداف المدنيين الإسرائيليين. ونفت حماس الاتهامات الإسرائيلية. تم استهداف الجامعة مرة أخرى بغارات جوية خلال الصراع بين إسرائيل وغزة 2014. وقال جيش الاحتلال الإسرائيلي إنه استهدف مركزا "لتطوير الأسلحة" في الجامعة.

## الكيانات ذات الصلة
الجمعية الخيرية الإسلامية هي منظمة خيرية غير ربحية مقرها مدينة الخليل في الضفة الغربية. تأسست الجمعية الخيرية عام 1962 لرعاية الأيتام وتوسعت على مر السنين. وهي الآن مسؤولة عن دارين للأيتام وثلاث مدارس للبنين والبنات وألبان وورشة خياطة ومخبزين ومركز تجاري كبير ومبنى مكون من 30 شقة.
بحسب حلقة 2006 من مسلسل بي بي سي :
وتتلقى الجمعية الخيرية الإسلامية تمويلا من إنتربال وهي مرتبطة بحماس. نقلاً عن اللجنة الخيرية لإنجلترا وويلز ومسودة تقرير من مجموعة عمل تجميد الأصول التابعة لوزارة الخزانة الأمريكية، زُعم أن الجمعية الخيرية الإسلامية لديها "دور داعم موثق جيدًا داخل البنية التحتية لحماس" وأنه كان لها " برامج تعليمية تمولها وتديرها تبدو بمثابة تحريض وتلقين لدعم نشاط حماس العنيف.